# George Thorndike Angell
George Thorndike Angell (5 de junio de 1823 - 16 de marzo de 1909) fue un abogado estadounidense y filántropo que abogaba por un trato humano de los animales.
Nació en Southbridge (Massachusetts), se graduó en Dartmouth College en 1846, estudió derecho en Harvard Law School, y en 1851 fue admitido en Boston, donde ejerció durante varios años.
En 1868 fundó y fue nombrado presidente de la Massachusetts Society for the Prevention of Cruelty to Animals, el mismo año creó y se volvió editor de Our Dumb Animals, un periódico para la promoción del esfuerzo organizado en asegurar un trato humano para los animales. Durante varios años estuvo activo en la organización de sociedades humanas en Inglaterra y América. En 1882 inició un el movimiento para el establimiento de Bands of Mercy (para la promoción de un trato humano para con los animales), en el cual en 1908 eran más de 72.000 activos. En 1889 fundó y fue nombrado presidente de la American Humane Education Society. 
Ha sido bien conocido como criminólogo y como abogado de leyes por la salvaguarda de la salud pública y contra la adulteración de comida. Murió en Boston.

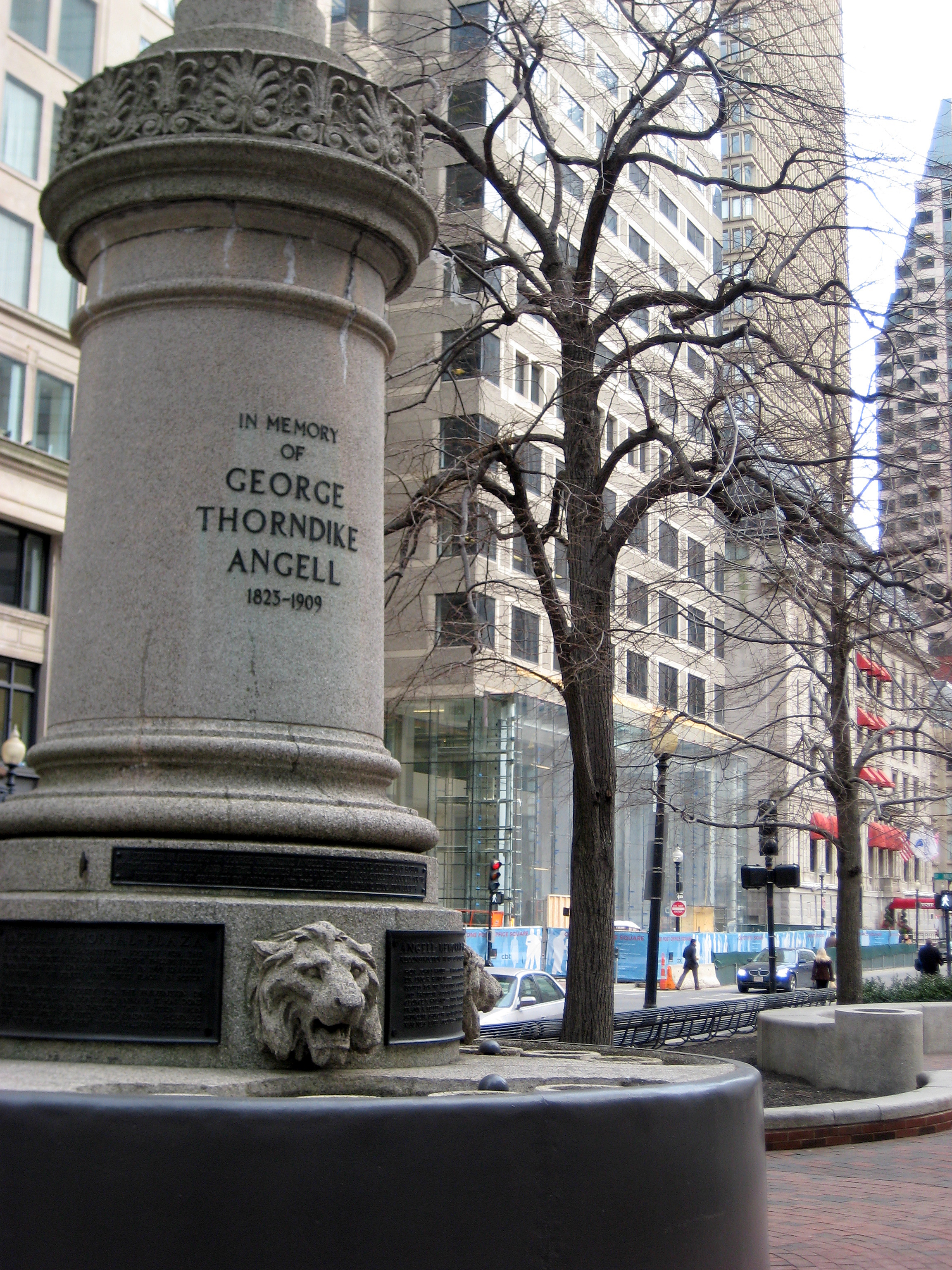
Monumento dedicado a George Thorndike Angell.